# Elecciones generales de Filipinas de 2019
Las elecciones generales de Filipinas de 2019 tuvieron lugar el 13 de mayo de 2019. Las elecciones se dieron hacia la mitad del término presente del presidente Rodrigo Duterte. Los elegidos en estos comicios tomarían su cargo el 30 de junio de 2019.
Los siguientes cargos fueron elegidos:
- 12 escaños en el Senado de Filipinas. (Ver elecciones al Senado)
- Toda la Cámara de Representantes de Filipinas (Ver elecciones a la Cámara de Representantes)
- Todos los gobernadores y Sangguniang Panlalawigan de las provincias.
- Todos los alcaldes y Sangguniang Panlungsod o Sangguniang Bayan de las localidades.

Según el Código local de Gobierno y la Constitución de 1987, todos los cargos electos tomarían posesión el 30 de junio de 2019 y finalizarían el 30 de junio de 2022, a excepción de los senadores, cuyos tçerminos durarán hasta el 30 de junio de 2025. La Comisión Electoral administró estas elecciones.

## Trasfondo
El partido político del presidente en ejercicio, Rodrigo Duterte, el Partido Democrático Filipino-Poder Popular buscaba salir reforzado de estos comicios para destaponar el bloqueo que el Senado, con mayoría opositora a Duterte, ponía a las políticas más polémicas de Duterte.

## Resultados
El Partido Democrático Filipino-Poder Popular consiguió 9 senadores de los 12 escaños en juego, obteniendo así la mayoría absoluta en el Senado de Filipinas.
Otro de los ejemplos del mantenimiento del poder en más de los 18.000 cagos políticos que estuvieron en juego por parte del partido del presidente Duterte, fue que Sara Duterte, hija del presidente, consiguió ser reelegida alcaldesa de la ciudad de Dávao; Paolo Duterte, hijo del presidente, se presentó a la Cámara de Representantes; mientras que el hermano menor, Sebastián Duterte, se presentó a vicealcalde de Dávao junto a su hermana.